# Christian Ziege
Christian Ziege (Berlijn, 1 februari 1972) is een Duits voormalig betaald voetballer die bij voorkeur als verdediger of verdedigende middenvelder speelde. Hij kwam van 1990 tot en met 2005 uit voor achtereenvolgens Bayern München, AC Milan, Middlesbrough, Liverpool, Tottenham Hotspur en Borussia Mönchengladbach.
Ziege won als Duits international het EK 1996 en was verliezend finalist op het WK 2002. Ziege maakte in oktober 2005 noodgedwongen een einde aan zijn voetbalcarrière vanwege aanhoudende klachten aan zijn enkel.
Ziege speelde 72 wedstrijden voor het Duitse nationale team van 1993 tot en met 2004. Hij was actief op de EK's van 1996 en 2000 en de WK's van 1998 en 2002. Daarnaast werd hij geselecteerd voor het EK 2004, maar kwam daarop niet in actie.
Ziege werd met Bayern München in de seizoenen 1993/94 en 1996/97 Duits landskampioen en won hiermee de UEFA Cup 1995/96. Met AC Milan werd hij in 1998/99 Italiaans landskampioen. Nadat Liverpool Ziege wegkocht bij Middlesbrough, won hij in 2000/01 voor de tweede keer in zijn leven de UEFA Cup en voor het eerst de FA Cup.
Na zijn actieve loopbaan stapte hij het trainersvak in.

## Cluboverzicht
| Seizoen  | Club                     | Competitie     | Wedstrijden | Doelpunten |
| -------- | ------------------------ | -------------- | ----------- | ---------- |
| 1990-'91 | FC Bayern München        | Bundesliga     | 13          | 1          |
| 1991-'92 | FC Bayern München        | Bundesliga     | 26          | 2          |
| 1992-'93 | FC Bayern München        | Bundesliga     | 28          | 9          |
| 1993-'94 | FC Bayern München        | Bundesliga     | 29          | 3          |
| 1994-'95 | FC Bayern München        | Bundesliga     | 29          | 10         |
| 1995-'96 | FC Bayern München        | Bundesliga     | 33          | 3          |
| 1996-'97 | FC Bayern München        | Bundesliga     | 27          | 7          |
| 1997-'98 | AC Milan                 | Serie A        | 22          | 2          |
| 1998-'99 | AC Milan                 | Serie A        | 17          | 2          |
| 1999-'00 | Middlesbrough FC         | Premier League | 29          | 6          |
| 2000-'01 | Middlesbrough FC         | Premier League | 0           | 0          |
| 2000-'01 | Liverpool FC             | Premier League | 16          | 1          |
| 2001-'02 | Tottenham Hotspur FC     | Premier League | 27          | 5          |
| 2002-'03 | Tottenham Hotspur FC     | Premier League | 12          | 2          |
| 2003-'04 | Tottenham Hotspur FC     | Premier League | 8           | 0          |
| 2004-'05 | Borussia Mönchengladbach | Bundesliga     | 13          | 0          |